# یوسف دجاورو
یوسف دجاورو (فرانسوی: Youssouf Djaoro‎؛ زادهٔ ۲۸ مارس ۱۹۶۳) هنرپیشه اهل چاد است.
فیلم‌های برجسته: فصل خشک، مردی که فریاد می‌زند، گریگریس، جریان آریان.

## زندگی‌نامه
یوسف دجاورودر ۲۸ مارس ۱۹۶۳ در منطقه وادی فیرا شهر بیلتین در چاد متولد شد و یک هنرپیشه چادی است.
قبل از اینکه یوسف دجاورو وارد کار سینما شود وی به‌عنوان مکانیک اتومبیل، شیشه‌بر، راننده، معاون دادگاه سلطان قصر در انجامنا (پایتخت چاد) کار می‌کرد.
یوسف دجاورو متأهل بوده و پدر چهار فرزند است، یک دختر و سه پسر دارد.

## فعالیت هنری
یوسف به دنبال علاقه‌اش به سینما در یک جشن که به‌وسیله کارگردان عیسی سرژ کوالو برای فیلم دارالسلام تهیه‌شده‌است ظاهر می‌شود. او با نقش رئیس یاغیان در یک کشور تخیلی آفریقایی بنام دارالسلام وارد کار می‌شود. این درام، جنگ ویرانگر چاد در سال‌های ۱۹۶۰ و ۱۹۷۰ را نمایش می‌دهد.
سپس او در فیلم فصل خشک که به‌وسیله محمد صالح هارون و در ناجامنا سیتی از عیسی سرژکوالو است، نقش بازی می‌کند. فیلمی که در آن نقش یک شکنجه‌گر خون‌خوار را بازی می‌کند؛ ولی نقش او به‌عنوان آدام عثمان قهرمان پیشین ملی که مربی شنا هست در فیلم مردی که فریاد می‌زند اثر محمد صالح هارون است که وی را به شهرت می‌رساند.
این فیلم در چندین فستیوال به نمایش گذاشته می‌شود که چندین جایزه را کسب می‌کند که ازجمله هیئت داوران فستیوال کن او را به‌عنوان بهترین بازیگر در فستیوال فیلم کشورهای فرانسه زبان در آنگولم معرفی می‌کند. وی در فستیوال بین‌المللی فیلم شیکاگو، ایلینوی هوگوی نقره‌ای را به خود اختصاص می‌دهد.
در سال ۲۰۱۴ وی با آرین اسکارید، ژرارمی لان و ژان پیر داروسین در فیلم در جریان آرین اثر روبرت گیودگوئین شرکت می‌کند.

## فیلم‌ها

### فهرست فیلم‌ها
- در سال ۲۰۰۰: فیلم دارالسلام اثر عیسی سرژ کوالو: در نقش توم.
- در سال ۲۰۰۶: فصل خشک (دراتا) اثر محمد صالح هارون: در نقش نصارا.
- در سال ۲۰۱۰: در فیلم یک مرد فریاد می‌زند اثر محمدصالح هارون: در نقش آدام عثمان.
- در سال ۲۰۱۳: گریگریس اثر محمدصالح هارون: در نقش الهادی.
- در سال ۲۰۱۴: در فیلم در جریان آریان اثر روبرت گوئدیگویان: در نقش جنگجو.
- در سال ۲۰۱۴: در فیلم تام اثر تاهیرو تاسره اوادارگو: در نقش ایزردور.

### فیلم‌های کوتاه
- در سال ۲۰۰۸: امیدها اثر محمد صالح هارون.
- در سال ۲۰۱۴: بین چهار دیوار اثر آشه کوالو.

### فیلم‌های تلویزیونی
- در سال ۲۰۰۲: سوکو پالا، اثر سرژ کوالو: در نقش بودا.
- در سال ۲۰۰۸: سپکتچین اثر محمد صالح هارون: در نقش یک مهاجر.
- در سال ۲۰۱۴: قربانی اثر جیما دومبایه بنه لیم: در نقش یک پزشک.

### سریال‌ها
- در سال ۲۰۰۹: الهادی تاوا اثر اسماعیل بن شریف.
- در سال ۲۰۰۹: عصر طلا، سریال ۱۶ فیلم، اثر سیریل دانینا: در نقش پاپایو.

## جوایز
- در سال۲۰۱۰: بهترین بازیگر در فستیوال فیلم کشورهای فرانسوی زبان آگولم، برای فیلم یک مرد فریاد می‌زند اثر محمد صالح هارون.
- در سال۲۰۱۰: جایزه مهر آسیا-آفریقا بهترین بازیگر در فستیوال بین‌المللی فیلم دوبی، برای فیلم مردی که فریاد می‌زند اثر محمد صالح هارون.
- در سال ۲۰۱۰: هوگوی نقره‌ای به‌عنوان بهترین بازیگر در فستیوال بین‌المللی فیلم در شیکاگو، برای فیلم مردی که فریاد می‌زند اثر محمد صالح هارون.
- در سال ۲۰۱۰: بهترین بازیگر در فستیوال سینمایی آفریقا، تاریفا، برای فیلم مردی که فریاد می‌زند اثر محمد صالح هارون.